# Hathigumpha-Inschrift

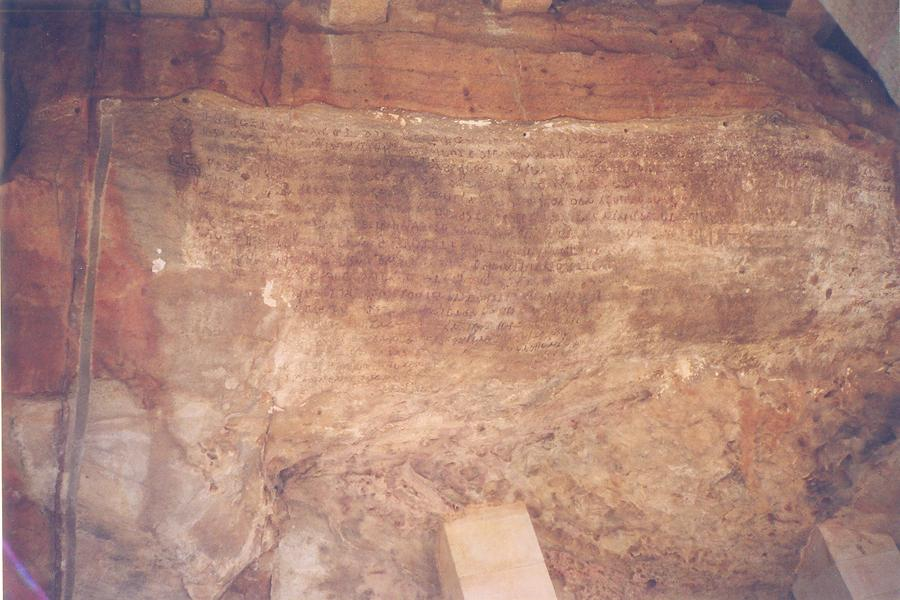
Hathigumpha-Inschrift

Die Hathigumpha-Inschrift ist eine Inschrift in der Brahmi-Schrift. Sie befindet sich in den Udayagiri- und Khandagiri-Höhlen nahe Bhubaneswar im Osten Indiens und stammt vermutlich von Kharavela, einem jainistischen König des historischen Reiches Kalinga. Sie soll aus dem ersten oder zweiten Jahrhundert vor unserer Zeitrechnung stammen, vielleicht auch aus dem ersten Jahrhundert danach und berichtet in siebzehn Zeilen von den Taten Kharavelas.

## Erhaltungszustand
Die siebzehnzeilige Inschrift ist in einem schlechten Erhaltungszustand, nur die ersten vier Zeilen sind noch mehr oder weniger vollständig lesbar. Besonders schlecht erhalten sind die Zeilen sieben bis zehn, von denen jeweils etwa die Hälfte nicht mehr leserlich ist. In den übrigen Zeilen sind jeweils einzelne Wörter oder Satzteile unleserlich.

## Inhalt
Die Inschrift berichtet vor allem von Eroberungen Kharavelas, die historisch jedoch nicht belegt sind. Er gibt an, gegen die Könige des westlichen Dekkan gekämpft zu haben, ebenso gegen die Herrscher Pandyas und gegen die Griechen. Magadha gibt er an, erobert zu haben. Darüber hinaus ist in der Inschrift auch eine Aussage zur Religion festgehalten. Auch hier ist nicht historisch belegt, ob die Behauptung, alle nicht brahmanischen Gruppen zu respektieren so auch in seiner Herrschaft gelebt wurde, oder ob es sich nur um eine dem Image als Universalherrscher dienliche Behauptung handelte.